# 貝戈瓦亞站
貝戈瓦亞站（羅馬化：Begovaya）是聖彼得堡地鐵涅瓦－瓦西利島線的西端總站。此站在2018年5月26日啟用。設有月台幕門。
1. ↑  . TASS. 2018-05-26  [2018-09-13]. （原始内容存档于2019-07-28）.